# Ulla Ihm
Ulla Ihm (* 26. Mai 1981 in Vaihingen/Enz) ist eine deutsche Sängerin.

## Biografie
Ihm wuchs in Bietigheim-Bissingen bei Stuttgart auf. Ihre musikalische Ausbildung begann mit dem Klavierunterricht ab dem 6. Lebensjahr und Klarinettenunterricht ab dem 11. Lebensjahr. Sie nahm mehrfach am Wettbewerb Jugend musiziert teil.
Nach dem Abitur 2001 erhielt sie freiberufliche Tanzengagements, nahm an Workshops in Kanada teil und begann anschließend eine dreimonatige Tanzweiterbildung in New York City. Seit 2002 nahm Ihm privaten Gesangsunterricht in Stuttgart bei Dana McKay. Nach einer einjährigen Pause setzte sie ihren Gesang fort.
Im Jahr 2005 begann sie eine Ausbildung an der Berufsfachschule für Popularmusik „Hamburg School of Music“. Darauf folgte
2007 ein  Abschluss als „Live und Studiosängerin“ im Bereich Popularmusik. Weiterhin nahm sie Gesangsunterricht bei Timothy Riley, Jan-Philipp Kelber, Petra Schechter, Ken Norris und Karin Ploog. Seitdem hatte sie Tourneen und Fernsehauftritte mit Ina Müller, Sängerin der Band Bond Experience sowie Studiotätigkeiten, u. a. für Nevio Passaro und Sängerin bei Joyful Gospel. Am 1. Februar 2013 veröffentlichte Ulla Ihm ihr erstes gleichnamiges Studioalbum. Hierbei erhielt sie Unterstützung von Harold Faltermeyer, der dieses Debütalbum arrangierte und produzierte.
Sie ist seit 2021 verheiratet.

## Diskografie
2013: Ulla Ihm (Global Records & Tapes)